# Concours individuel de gymnastique rythmique aux Jeux olympiques d'été de 2020
Pour un article plus général, voir Gymnastique rythmique aux Jeux olympiques d'été de 2020.
Navigation
Rio de Janeiro 2016 Paris 2024
Les compétitions de gymnastique rythmique des Jeux olympiques d'été de 2020 organisés à Tokyo (Japon), se déroulent à l'Ariake Arena.

## Calendrier
| Q | Qualification | F | Finale |

| Épreuve↓/Date →             | Ven. 6 | Sam. 7 | Dim. 8 |
| --------------------------- | ------ | ------ | ------ |
| Concours général individuel | Q      | F      |        |

## Format de la compétition
La compétition consiste en une épreuve de qualifications et une épreuve finale. Les 10 premières gymnastes sont qualifiées pour l'épreuve finale. Pour chaque épreuve, les gymnastes exécutent quatre exercices (cerceau, ballon, massues et ruban) et les scores obtenus sont ajoutés pour donner la note totale.

## Qualifications
Les qualifications ont eu lieu le vendredi 6 août 2021.
| Place | Gymnaste                 | Pays        |        |        |        |        | Total   | Qualification |
| ----- | ------------------------ | ----------- | ------ | ------ | ------ | ------ | ------- | ------------- |
| 1     | Dina Averina             | ROC         | 27.625 | 27.600 | 28.275 | 22.800 | 106.300 | Q             |
| 2     | Arina Averina            | ROC         | 27.225 | 27.250 | 28.100 | 23.600 | 106.175 | Q             |
| 3     | Linoy Ashram             | Israël      | 23.500 | 28.250 | 27.850 | 23.500 | 103.100 | Q             |
| 4     | Alina Harnasko           | Biélorussie | 26.400 | 27.200 | 23.900 | 21.750 | 99.250  | Q             |
| 5     | Anastasiia Salos         | Biélorussie | 25.700 | 26.300 | 24.550 | 22.600 | 99.150  | Q             |
| 6     | Milena Baldassarri       | Italie      | 24.550 | 25.700 | 25.650 | 20.150 | 96.050  | Q             |
| 7     | Nicol Zelikman           | Israël      | 24.350 | 25.500 | 24.950 | 21.100 | 95.900  | Q             |
| 8     | Boryana Kaleyn           | Bulgarie    | 24.100 | 25.800 | 26.600 | 19.150 | 95.650  | Q             |
| 9     | Viktoriia Onopriienko    | Ukraine     | 23.800 | 24.300 | 26.100 | 21.250 | 95.450  | Q             |
| 10    | Khrystyna Pohranychna    | Ukraine     | 24.600 | 23.800 | 25.700 | 19.000 | 93.100  | Q             |
| 11    | Sumire Kita              | Japon       | 23.150 | 23.900 | 24.550 | 21.200 | 92.800  | R             |
| 12    | Evita Griskenas          | Etats-Unis  | 23.675 | 23.400 | 23.850 | 20.775 | 91.700  | R             |
| 13    | Laura Zeng               | Etats-Unis  | 22.000 | 23.700 | 24.700 | 21.000 | 91.400  | R             |
| 14    | Katrin Taseva            | Bulgarie    | 24.450 | 24.600 | 24.400 | 17.650 | 91.100  | R             |
| 15    | Alexandra Agiurgiuculese | Italie      | 22.050 | 25.600 | 24.150 | 19.250 | 91.050  |               |
| 16    | Ekaterina Vedeneeva      | Slovénie    | 22.800 | 23.550 | 22.550 | 20.800 | 89.700  |               |
| 17    | Salome Pazhava           | Géorgie     | 23.550 | 21.950 | 23.500 | 20.650 | 89.650  |               |
| 18    | Zohra Aghamirova         | Azerbaïdjan | 23.000 | 23.400 | 21.500 | 19.900 | 87.800  |               |
| 19    | Chisaki Oiwa             | Japon       | 23.100 | 19.600 | 23.600 | 21.250 | 87.550  |               |
| 20    | Fanni Pigniczki          | Hongrie     | 21.200 | 22.400 | 21.350 | 19.450 | 84.400  |               |
| 21    | Alina Adilkhanova        | Kazakhstan  | 20.550 | 22.450 | 22.200 | 18.600 | 83.800  |               |
| 22    | Rut Castillo Galindo     | Mexique     | 22.350 | 22.700 | 21.500 | 16.200 | 82.750  |               |
| 23    | Lidiia Iakovleva         | Australie   | 20.600 | 19.800 | 22.325 | 16.050 | 78.775  |               |
| 24    | Ekaterina Fetisova       | Ouzbékistan | 19.800 | 19.400 | 17.950 | 18.350 | 75.500  |               |
| 25    | Habiba Marzouk           | Egypte      | 21.700 | 22.150 | 21.100 | 8.400  | 73.350  |               |
| 26    | Marcia Alves Lopes       | Cap-Vert    | 7.550  | 13.200 | 12.550 | 9.550  | 42.850  |               |

## Finale
| Rang               | Gymnaste              | Pays        |             |             |             |             | Total   |
| ------------------ | --------------------- | ----------- | ----------- | ----------- | ----------- | ----------- | ------- |
| Médaille d'or      | Linoy Ashram          | Israël      | 27.550 (1)  | 28.300 (2)  | 28.650 (1)  | 23.300 (2)  | 107.800 |
| Médaille d'argent  | Dina Averina          | ROC         | 27.200 (2)  | 28.300 (1)  | 28.150 (2)  | 24.000 (1)  | 107.650 |
| Médaille de bronze | Alina Harnasko        | Biélorussie | 26.500 (4)  | 27.500 (4)  | 27.600 (4)  | 21.100 (8)  | 102.700 |
| 4                  | Arina Averina         | ROC         | 26.850 (3)  | 27.900 (3)  | 27.800 (3)  | 19.550 (10) | 102.100 |
| 5                  | Boryana Kaleyn        | Bulgarie    | 25.900 (5)  | 25.625 (6)  | 26.650 (5)  | 22.450 (3)  | 100.625 |
| 6                  | Milena Baldassarri    | Italie      | 25.100 (7)  | 25.625 (5)  | 26.500 (6)  | 22.400 (4)  | 99.625  |
| 7                  | Nicol Zelikman        | Israël      | 23.700 (10) | 24.150 (7)  | 25.600 (8)  | 22.150 (5)  | 95.600  |
| 8                  | Anastasiia Salos      | Biélorussie | 25.425 (6)  | 23.000 (10) | 24.950 (9)  | 21.800 (6)  | 95.175  |
| 9                  | Khrystyna Pohranychna | Ukraine     | 24.500 (8)  | 24.100 (8)  | 24.900 (10) | 21.600 (7)  | 95.100  |
| 10                 | Viktoriia Onopriienko | Ukraine     | 24.000 (9)  | 23.550 (9)  | 26.100 (7)  | 19.700 (9)  | 93.350  |